# Aldo Moser
Aldo Moser (Palù di Giovo, 7 februari 1934 – Trento, 2 december 2020) was een Italiaans wielrenner. Hij was de oudste van vier fietsende broers. Hij kon goed bergop, vooral in de Alpen. In de Giro d'Italia van 1971 reed hij een dag in de roze trui. Na zijn carrière was hij getuige van de glansrijke fietscarrière van zijn jongere broer Francesco.

## Belangrijkste overwinningen
1954
Coppa Agostoni
1959
GP des Nations
1960
Manche-Océan
1963
Coppa Bernocchi
1966
Tre Province

## Resultaten in voornaamste wedstrijden
| Jaar | Ronde van Italië | Ronde van Frankrijk | Ronde van Spanje |
| ---- | ---------------- | ------------------- | ---------------- |
| 1954 |                  |                     |                  |
| 1955 | 6e               |                     |                  |
| 1956 | 5e               |                     |                  |
| 1957 | 12e              |                     |                  |
| 1958 | 10e              |                     |                  |
| 1959 | opgave           |                     |                  |
| 1960 | opgave           |                     | opgave           |
| 1961 | 36e              |                     |                  |
| 1962 | 18e              |                     |                  |
| 1963 |                  |                     | opgave           |
| 1964 | 15e              |                     |                  |
| 1965 | 22e              |                     |                  |
| 1966 |                  |                     | 18e              |
| 1967 | 16e              |                     | 25e              |
| 1968 |                  |                     |                  |
| 1969 | 7e               |                     |                  |
| 1970 | 19e              |                     |                  |
| 1971 | 17e              |                     |                  |
| 1972 | opgave           |                     | 39e              |
| 1973 | 57e              |                     |                  |

| Jaar | Milaan-San Remo | Ronde van Vlaanderen | Luik-Bast.‑Luik | Ronde van Lombardije |  | WK op de weg |
| ---- | --------------- | -------------------- | --------------- | -------------------- |  | ------------ |
| 1954 |                 |                      |                 | 7e                   |  |              |
| 1955 |                 |                      |                 | 11e                  |  | 17e          |
| 1956 |                 |                      |                 |                      |  |              |
| 1957 |                 | 21e                  |                 |                      |  |              |
| 1958 | 10e             | 34e                  | 16e             | 27e                  |  |              |
| 1959 |                 |                      | 35e             |                      |  |              |
| 1960 | 35e             |                      |                 | 24e                  |  |              |
| 1961 |                 |                      |                 | 9e                   |  |              |
| 1962 |                 |                      |                 | 34e                  |  |              |
| 1963 | 71e             |                      |                 | 8e                   |  |              |
| 1964 | 84e             |                      |                 | 34e                  |  |              |
| 1965 | 64e             |                      |                 | 25e                  |  |              |
| 1966 |                 |                      |                 |                      |  |              |
| 1967 | 112e            |                      |                 |                      |  |              |
| 1968 | 98e             |                      |                 | 15e                  |  |              |
| 1969 |                 |                      |                 | 35e                  |  |              |
| 1970 | 92e             |                      |                 | 20e                  |  |              |
| 1971 | 25e             |                      |                 | 13e                  |  | 19e          |
| 1972 | 11e             |                      |                 |                      |  |              |
| 1973 | 49e             |                      |                 |                      |  |              |